# C22H22O6
化学式C22H22O6（摩尔质量：382.41 g/mol）可以指：
- O-甲基姜黄素，CAS号：187930-44-5
- 草酸二丁香油酚酯，PubChem CID：101951562

|  | 这个同类索引页列出了具有相同分子式的化学物（即同分異構體）条目。 除非您是有意链接至本页，否则应将相应条目的内部链接指向正确的条目。 |